# Абдреимов, Куатбай
Куатбай Абдреимов (узб. Quatboy Abdreimov/Қуатбой Абдреимов; 24 мая 1937, Тахтакупырский район, Кара-Калпакская АССР — 8 августа 2014, Нукус, Узбекистан) — советский и узбекский актёр, артист балета, режиссёр ТВ, Народный артист Узбекской ССР (1974) и Каракалпакской АССР, лауреат Государственной премии Каракалпакской АССР имени Бердаха (1973), кавалер ордена «Эл-юрт хурмати» (1999). Первый каракалпакский киноактёр

## Биография
Родился 24 мая 1937 года. В 1956 году устроился на работу в Каракалпакскую филармонию имени Бердаха в качестве артиста балета и играл там вплоть до 1958 года. В 1958 году поступил в Ташкентский театрально-художественный институт имени Островского, который он окончил в 1963 году. В 1963 году был принят в труппу Каракалпакского театра имени Станиславского, которому прослужил год. В 1964 году его потянуло на телевидение, где два года занимал должность главного режиссёра. В 1966 году вернулся в Каракалпакский театр имени Станиславского и вплоть до 1971 года занимал должность директора и режиссёра. В 1971 году был направлен в командировку в Москву, где на протяжении 2-х лет проходил практику в качестве режиссёра-стажёра в ЦТСА. После окончания практики вновь вернулся в Каракалпакский театр имени Станиславского и работал там с 1973 по 1983 год, до 1981 года в качестве главного режиссёра, затем — в качестве директора. Впоследствии оставил всё ради кинематографа, после исполнения роли в 1992 году биография неизвестна.
Скончался 8 августа 2014 года в Нукусе.

## Театральные работы
- «Отелло» У. Шекспира — Отелло
- «Материнское поле» Ч. Айтматова
- «Абу Райхан Беруни» Т. Сейтжанова
- «Бердах» Ж. Аймурзаева
- «Наступил на колючку не зная» И. Султана
- «Железная женщина» Ш. Башбекова
- «Ерназар Алакоз» А. Оталиева

## Фильмография
- 1959 — Пятеро друзей — Гапур.
- 1960 — Хамза — Алиджан.
- 1964 —
  - Безбородый обманщик — Такен.
  - Следы уходят за горизонт — Танабай.
- 1967 — За нами Москва — Рахимов.
- 1968 — Снег среди лета — Бек.
- 1974 — Уходили комсомольцы — Муратбек.
- 1977 — Буйный «Лебедь» — Кувват.
- 1979 — Приключения Али-Бабы и сорока разбойников
- 1980 —
  - Девушка из легенды — Валихан.
  - Отцовский наказ — Иргаш.
- 1981 —
  - Год дракона — Унурджан.
  - Непокорная — Зарилбай.
- 1983-1985 — Чокан Валиханов — Мусабай.
- 1990 — Гум-гум — Аксакал.
- 1992 — Козы Корпеш и Баян-Сулу